# An Angel at My Table
An Angel at My Table, conocida en España y Latinoamérica como Un ángel en mi mesa, es una película dramática de 1990 dirigida por Jane Campion, y escrita por Janet Frame y Laura Jones. La película, protagonizada por Kerry Fox, Iris Churn y Kevin J. Wilson, se enfoca en la vida de la escritora neozelandesa Janet Frame, 

## Argumento
Janet, nacida en una familia pobre y numerosa, enfrenta diferentes dificultades desde niña al sentirse diferente, y encuentra cierto consuelo al escribir poesía. Tras sus estudios para ser maestra, es diagnosticada con esquizofrenia y recluida en una institución, y evitó una lobotomía al obtener el premio Hubert Church por su libro de cuentos, "El lago".

## Elenco
- Kerry Fox - Janet Frame
- Alexia Keogh - Janet Frame (adolescente)
- Karen Fergusson - Janet Frame (niña)
- Iris Churn - Madre
- Jessie Mune - Baby Janet
- Kevin J. Wilson - Padre
- Martyn Sanderson - Frank Sargeson
- Melina Bernecker - Myrtle
- Willa O'Neill - Edith
- Melanie Reid - Melanie
- Sarah Smuts-Kennedy - June
- Andrew Robertt - Bruddie
- Mark Morrison - Bruddie (niño)
- Karla Smith - Sybil
- Natasha Gray - Leslie

## Premios y reconocimientos
| Año  | Premio                                        | Categoría                          | Nominación                                   | Resultado |
| ---- | --------------------------------------------- | ---------------------------------- | -------------------------------------------- | --------- |
| 1992 | Asociación de Críticos de Cine de Chicago     | Mejor película extranjera          | An angel at my table                         | Ganadora  |
| 1992 | Premios Independent Spirit                    | Mejor película extranjera          | An angel at my table                         | Ganadora  |
| 1990 | Premios de Cine y Televisión de Nueva Zelanda | Mejor Película                     | An angel at my table                         | Ganadora  |
| 1990 | Premios de Cine y Televisión de Nueva Zelanda | Mejor Dirección                    | Jane Campion                                 | Ganadora  |
| 1990 | Premios de Cine y Televisión de Nueva Zelanda | Mejor Guion                        | Laura Jones                                  | Ganadora  |
| 1990 | Premios de Cine y Televisión de Nueva Zelanda | Mejor interpretación femenina      | Kerry Fox                                    | Ganadora  |
| 1990 | Premios de Cine y Televisión de Nueva Zelanda | Mejor interpretación secundaria    | Martyn Sanderson                             | Ganador   |
| 1990 | Premios de Cine y Televisión de Nueva Zelanda | Mejor cinematografía               | Stuart Dryburgh                              | Ganador   |
| 1990 | Festival Internacional de Cine de Toronto     | Premio de la Crítica Internacional | Jane Campion                                 | Ganadora  |
| 1990 | Festival Internacional de Cine de Valladolid  | Mejor película - Espiga de Oro     | Jane Campion                                 | Nominada  |
| 1990 | Festival Internacional de Cine de Valladolid  | Mejor película - Espiga de Plata   | Jane Campion                                 | Ganadora  |
| 1990 | Festival Internacional de Cine de Valladolid  | Mejor actriz                       | Kerry Fox                                    | Ganadora  |
| 1990 | Festival Internacional de Cine de Venecia     | Gran Premio Especial del Jurado    | Jane Campion                                 | Ganadora  |
| 1990 | Festival Internacional de Cine de Venecia     | Premio OCIC                        | Jane Campion                                 | Ganadora  |
| 1990 | Festival Internacional de Cine de Venecia     | Premio Elvira Notari               | Jane Campion                                 | Ganadora  |
| 1990 | Festival Internacional de Cine de Venecia     | Premio "Bastone Bianco"            | An angel at my table - empate con Goodfellas | Ganadora  |
| 1990 | Festival Internacional de Cine de Venecia     | Premio Pequeño León de Oro         | Jane Campion                                 | Ganadora  |
| 1990 | Festival Internacional de Cine de Venecia     | León de Oro                        | An angel at my table                         | Nominada  |